# Hasta la vista (Hurricane-dal)
A Hasta la vista (magyarul: Viszlát) a Hurricane szerb R&B–pop együttes dala, mellyel Szerbiát képviselték volna a 2020-as Eurovíziós Dalfesztiválon, Rotterdamban. A dal 2020. március 1-jén a szerb nemzeti döntőben, a Beovizija-n megszerzett győzelemmel érdemelték ki a dalversenyen való indulás jogát.

## Eurovíziós Dalfesztivál
2020. január 9-én vált hivatalossá, hogy az együttes alábbi dalát bekerült a Beovizija című nemzeti döntő mezőnyébe. A dalt hivatalosan február 6-án jelent meg. 2020. február 29-én rendezett szerb nemzeti döntő második elődöntőjéből maximális ponttal jutott tovább a március 1-jei döntőbe, ahol a zsűri és a nézői szavazatok együttese alakította ki a végeredményt. Összesen 24 ponttal nyerte meg a döntőt, miután a zsűri és a nézők is maximális pontot kapta. Érdekesség, hogy a trió tagjai között szerepel Sanja Vučić is, aki 2016-ban már képviselte az országot, akkor szólóénekesként a 18. helyen végzett a döntőben.
Az Eurovíziós Dalfesztiválon a dalt az előzetes sorsolás alapján először a május 14-i második elődöntő első felében adták volna elő, azonban március 18-án az Európai Műsorsugárzók Uniója bejelentette, hogy 2020-ban nem tudják megrendezni a versenyt a COVID–19-koronavírus-világjárvány miatt.